# Mashtanamdali
Mashtanamdali (en népalais : मष्ट बण्डाली) est un comité de développement villageois du Népal situé dans le district d'Achham. Au recensement de 2011, il comptait 1 932 habitants.